# Eric Carlberg
Gustaf Eric Carlberg (Karlskrona, 5 aprile 1880 – Stoccolma, 14 agosto 1963) è stato un tiratore a segno, schermidore e pentatleta svedese.
Era fratello gemello di Vilhelm Carlberg, anche egli tiratore a segno campione olimpico.

## Palmarès

### Olimpiadi
- 5 medaglie:
  - 2 ori (Stoccolma 1912 nella carabina piccola bersaglio a scomparsa a squadre; Stoccolma 1912 nella pistola militare a squadre)
  - 3 argenti (Londra 1908 nella carabina piccola a squadre; Stoccolma 1912 nella carabina piccola a squadre; Stoccolma 1912 nella pistola libera a squadre)